# Copris mourgliai
Copris mourgliai là một loài bọ cánh cứng trong họ Bọ hung (Scarabaeidae).